# Faller Jenő
Dr. Faller Jenő (Selmecbánya/Szélakna, 1894. szeptember 25. – Sopron, 1966. december 23.) okleveles bányamérnök, a műszaki tudományok kandidátusa (1955), a Központi Bányászati Múzeum igazgatója, a Hazafias Népfront Sopron Városi Bizottságának elnöke, Sopron Város Tanácsa és számos tudományos és szakirodalmi egyesület és bizottság tagja.

## Életpályája
Általános és középiskolai tanulmányait szülővárosában járta ki. Tanulmányait Selmecbányán kezdte meg 1913-ban. 1915-ben katonai szolgálatra hívták; előbb az orosz, majd az olasz frontra került. 1919-ben fejezte be a főiskolát, bányamérnöki oklevelét Sopronban kapta meg 1921-ben. 1919-től Tatabányán a Magyar Általános Kőszénbánya Részvénytársaságnál dolgozott. 1922-től a Salgótarjáni Kőszénbánya Rt. dorogi bányászatánál működött. 1929-től Várpalotán volt üzemvezető. 1940-től Bánfalván igazgató, ahol az észak-magyarországi bányászatban elsőként alkalmazta a frontfejtést. 1944-ben állásából elbocsátották. 1945 után a szénbányászat talpra állításán dolgozott, az államosítások idején miniszteri biztos volt. 1946-tól Várpalotán a dunántúli szénbányászati kerület vezetője volt. 1948–1949 között a várpalotai szénipari központ vezérigazgatója volt. 1950-től a Nehézipari Műszaki Egyetem Bányaművelési Tanszékének docense volt Sopronban. 1956-ban jelentős szerepe volt a brennbergi szénbányászat újraindításában. 1957-ben – élete fő művének eredményeképpen – nyílt meg Sopronban a Központi Bányászati Múzeum. A bányamérnöki kar Miskolcra költözésekor (1959) nem követte az eltávozó bányamérnöki kart; Sopronban maradt, s életét a városnak és a múzeumnak szentelte, melynek igazgatója volt. 1960-ban a Nehézipari Műszaki Egyetem doktorává fogadta.

### Munkássága
Ő irányította azokat a földtani kutatásokat, amelyek révén a nagyegyházai és dudari szénmedencék ismertté váltak. Tanulmányaiban – melyek száma a 300-at is meghaladta – elsősorban a magyar bányászat múltjával foglalkozott. Kiemelkedő tudományos munkát végzett szakterületén. A Bányászati és Kohászati Lapokban 40 év alatt, több mint 200 tanulmányt publikált. Aktív munkatársa volt a Soproni Szemlének is. Munkáiban megírta a magyar bányamérnökképzés történetének főbb állomásait, feljegyezte a megtartó erejű diákhagyományokat. A magyar bányászat úttöröinek egész könyvet szentelt (1953). Több lapnak szerkesztőbizottsági tagja volt, számos szakbizottságban dolgozott. Szaktekintélyét, tudományos összeköttetéseit Sopron javára kamatoztatta.

## Családja
Édesapja dr. Faller Gusztáv bányaorvos (1850–1929), nagyapja Faller Gusztáv bányamérnök, a Selmecbányai Bányászati Akadémia tanára volt. Felesége Jász Lila, akivel 1929. október 26-án Budapesten kötött házasságot. Fia Faller Gusztáv (1930–2000) bányamérnök.

## Művei
- Csetény község monográfiája (Veszprém, 1929)
- Az Unió Bányászati Rt. várpalotai szénbányászatának ismertetése (Várpalota, 1931)
- Adatok a Mikoviny Sámuel udvari-kamarai mérnök és építész életéhez (Budapest, 1932; Klny. Térképészeti Közl.)
- Inota Község monográfiája (Székesfehérvár, 1934)
- Jásd község története (Veszprém, 1934; Veszprém vármegye múltja 4.)
- Szapár község monográfiája (Zirc, 1934)
- Várpalota a földrajzi, ásvány-, földtani és termrajzi irodalomban (Veszprém, 1934)
- Adatok a bodajki Máriakegykép történetéhez (Székesfehérvár, 1936) (Klny. Fejérm. Napló)
- Adatok Várpalota történetéhez (Veszprém, 1936)
- Hol feküdt Bátorkő vára? (Veszprém, 1936)
- Süess Orbán építészeti főfelügyelő 1577. évi jelentése Tata várának építéséről (Tata, 1936)
- A tési szélmalmok ismertetése (Veszprém, 1936)
- A szent ferencrendiek elpusztult várpalotai rházának története (Veszprém, 1936)
- Várpalota története az Újlakiak és Podmaniczkyak idejében (Veszprém, 1936)
- Adatok Tata-Tóváros irodalmához (Tata, 1937)
- Csesznek, Palota, Vázsony és Veszprém várak 16. századbeli alaprajzai (Veszprém, 1937)
- Hol feküdt a 16. sz. elpusztult Paczmán vára? (Veszprém, 1937)
- A bécsi hadilevtár tatatóvárosi vonatkozású rajzai és térképei (Tata, 1938)
- Tata várának építészeiről (Tata, 1938)
- A bakonynánai római katolikus egyház tp-építkezései (Zirc, 1939)
- Adatok a bányaszállítás történetéhez (Budapest, 1941. (Klny. Bányászati és Kohászati Lapok)
- Adatok a magyar bányász hitéletéhez (Budapest, 1942) (Klny. Ethnográfia-Népélet)
- Bányászati vonatkozású magyar városcímerek (Budapest, 1942) (Klny. Bányászati és Kohászati Lapok)
- A magyar bányászviseletről (Budapest, 1943)
- Bányarendészet (Sopron, 1951) (Nehézipari Műszaki Bányászati és Kohászati Kar jegyzetei)
- Bányagazdaságtan I. (Sopron, 1951)
- Debreczeni Márton (1802-1851) bányamérnök élete és munkássága (Budapest, 1952) (Klny. Bányászati Lapok)
- Brennbergbánya régi térképei (Budapest, 1953) (Klny. MTA Műszaki Tud. O. Közlem.)
- A magyar bányagépesítés úttörői a 18. sz-ban. Hell Máté Kornél, Hell József Károly főgépmesterek élete és munkássága (Budapest, 1953)
- Brennbergbányai munkásmozgalmak. Az 1907. évi sztrájkok (Sopron, 1959) (Klny. Soproni Szemle)
- A Soproni Központi Bányászati Múzeum kalauza (Sopron, 1959)
- Adatok a bányabeli robbantás fejlődéstörténetéhez (Budapest, 1961) (Klny. Tört. Szemle)
- Központi Bányászati Múzeum (Budapest, 1965)
- A ballagásról (Sopron, 1966) (Klny. Soproni Szemle)
- Jó szerencsét! Események, képek a bányászat múltjából (Budapest, 1975)

## Díjai
- az Országos Magyar Bányászati és Kohászati Egyesület irodalmi pályadíja
- Wahlner Aladár-emlékérem
- Zorkóczy Samu-emlékérem
- „Az Oktatásügy Kiváló Dolgozója” (1955)
- „A Bányászat Kiváló Dolgozója”
- Munka Érdemérem (1962)
- a „Munka Érdemrend” ezüst fokozata (1964)
- a „Magyar Békemozgalom” aranyjelvénye